# 二硫化铱
二硫化铱是一种二元无机化合物，化学式 IrS2。它可以由铱和硫直接反应而成。在高压下，它是黄铁矿结构的。在常压下，二硫化铱则是正交晶系的。它们都有 Ir 中心，不过 S–S 距离依压力而定。 尽管没有实际应用， IrS2 是加氢脱硫反应的高活性催化剂。